# Fabio Besta
Fabio Besta (* 17. Januar 1845 in Teglio (Veltlin); † 3. Oktober 1922 in Tresivio) war ein italienischer Wirtschaftshistoriker. Seine Schwerpunkte lagen auf der Geschichte der Buchführung, die er wieder mit der Rechts- und vor allem der Wirtschaftsgeschichte verband. Er war von 1872 bis 1919 Professor am Istituto superiore di commercio di Venezia. Als sein Hauptwerk gilt La ragioneria, mit dessen Veröffentlichung zwar 1891 begonnen wurde, doch erschienen nach langer Pause nur die ersten drei Bände in den Jahren 1909, 1910 und 1916. Die drei Bände trugen die Titel Ragioneria generale, Ragioneria pubblica – Contabilità dello Stato e delle aziende pubbliche locali und Ragioneria applicata al commercio ed ai banchi. Bei letzterem handelt es sich um eine grundlegende Arbeit zur doppelten Buchführung im nichtstaatlichen Bereich.

## Leben und Werk
Fabio Besta entstammte zwar einer adligen, lombardischen Familie, doch wuchs er zusammen mit vier Brüdern in großer Armut auf. Im Dezember 1861 zog die Familie nach Sondrio, wo er die Scuola reale per computisti e ragionieri besuchte, eine auf Buchhaltung spezialisierte Schule. Ab 1863 besuchte er die Scuola normale von Treviglio in der Provinz Bergamo. Dort schloss er sein Studium 1864 als Volksschullehrer ab. 1866 nahm er am dritten Unabhängigkeitskrieg teil. Danach qualifizierte er sich in Turin als Sportlehrer.
1869 erhielt er das Buchhalterdiplom, wobei er das landesweit beste erlangte, um sich danach als Lehrer für Rechnungswesen und Finanzmathematik zu qualifizieren. Ab 1871 unterrichtete er in Sondrio. 1872 gewann er einen nationalen Preis für eine Arbeit zur Finanzmathematik.
Es folgte eine erste Publikation, nämlich Sulla capitalizzazione continua degli interessi, die die Neugier des Venezianers Luigi Luzzatti weckte. Dieser holte Erkundigungen ein und bot Besta an, Buchhaltung in Venedig zu lehren. Zwar zögerte Besta anfangs, doch am 27. Dezember 1872 trat er seine Stelle als Professor an der Ca’ Foscari an, Sitz der entstehenden Universität Venedig, eine Stelle, die er bis 1919 bzw. 1920 innehatte. Besta, der nie heiratete, betrachtete seine Studenten als seine Familie. Er gründete dort die Scuola veneziana di ragioneria.
Zu seinem 40. Dienstjubiläum erschien zu seinen Ehren eine zweibändige Festschrift mit 27 Monographien. Eine solche Ehre, einschließlich einer bronzenen Gedenkplakette, wurde einem verdienten Professor zum ersten Mal zuteil. 1914 wurde Besta Direktor der Schule. Er trat damit die Nachfolge Enrico Castelnuovos an, eines Schriftstellers und Literaten sowie Freundes und Kollegen Bestas, der diese Schule seit 1905 leitete. Besta führte das Haus bis 1917, als er es seinem Schüler Pietro Rigobon überantwortete. Zum einen war er bereits in fortgeschrittenen Alter, vor allem aber hatte er einen Schlaganfall erlitten.
Die Herausgabe seines Hauptwerkes, dessen drei Bände 476, 502 und 646 Seiten umfassen, gelang unter Mitarbeit von Vittorio Alfieri, Carlo Ghidiglia und Pietro Rigobon. Während der erste Band ab 1891 noch in Faszikeln unter dem Titel Corso di ragioneria erschienen war, ebenso wie die ersten beiden Faszikel des zweiten Bandes publiziert wurden, kam es aus unbekannten Gründen zu einer Unterbrechung. 
Im November 1917 wechselte er an die Universität Pisa, denn während des Krieges wurde die Schule bis Dezember 1918 dorthin verlegt. Besta, der sich in Pisa einem chirurgischen Eingriff unterzog, kehrte jedoch nach Kriegsende nicht nach Venedig zurück. Am 28. Oktober 1921 wurde Besta durch ein königliches Dekret der Titel „Professore emeritus“ verliehen.
Im Frühjahr 1922 kehrte er nach Tresivio di Sondrio zurück, wo er am 3. Oktober starb.
Sein Hauptwerk erfuhr 1920, 1922, 1929 und 1932 weitere Auflagen. Inzwischen hatte sich seine Erkenntnis durchgesetzt, dass die staatliche Rechnungslegung keineswegs auf die Verwaltungsgeschichte zurückzuführen war, sondern auf die kaufmännische Buchhaltung, die, in Italien entwickelt, sich überall durchgesetzt hat. Seine Schrift zur angewandten Buchhaltung in Handel und Banken wurde wohl nie abgeschlossen. Seinen letztlich erfolgreichen Ansatz gegen Giuseppe Cerboni durchzusetzen, den einstigen „Meister“ dieser Disziplin, war ein schwieriges Vorhaben.

## Publikationen (Auswahl)
- Sulla capitalizzazione continua degli interessi. Ricerche, Tip. Brughera ed Ardizzi, Sondrio 1872.
- La ragioneria. Prolusione letta nella solenne apertura degli studi per l’anno scolastico 1880–81 alla R. Scuola Superiore di Commercio in Venezia, Venedig 1880.
- Ragioneria Generale, Bd. 1, Teil 1 des Corso di ragioneria professato alla classe di magistero nella R. Scuola Superiore di Commercio in Venezia, Venedig 1891.
- Ragioneria generale, Bd. 1. Teil 1 von La ragioneria, 2. Aufl., zus. mit Vittorio Alfieri, Carlo Ghidiglia, Pietro Rigobon, Mailand 1909, Bd. 2, Teil 1, Mailand 1910.
- Lezioni di ragioneria (Trattati speciali). Anno Accademico 1910–1911, Padua 1911.
- Ragioneria generale, Bd. 3. Teil 1 von La ragioneria, Aufl. zus. mit Vittorio Alfieri, Carlo Ghidiglia, Pietro Rigobon, Mailand 1916.